# Hell Freezes Over
Hell Freezes Over je drugi album v živo ameriške glasbene skupine Eagles, ki je izšel 8. novembra 1994. Hell Freezes Over je prvi album skupine, ki je izšel po 14-letni prekinitvi delovanja. Album je posnela zasedba skupine, ki je posnela album The Long Run: Glenn Frey, Don Henley, Don Felder, Joe Walsh, in Timothy B. Schmit. Hell Freezes Over vsebuje štiri nove studijske skladbe in enajst skladb, ki so bile posnete v živo aprila 1994 na oddaji na kanalu MTV. Z albuma je izšlo pet singlov. Od njih sta se singla »Get Over It« and »Love Will Keep Us Alive« uvrstila med Top 40.
Album se je uvrstil na 1. mesto Billboardove lestvice albumov, kjer je ostal dva tedna. V ZDA je bilo prodanih več kot 10 milijonov izvodov tega albuma.
Hell Freezes Over je prav tako izšel v video obliki na Videokaseti, CD-ju in na DVD-ju. Pred izdajo albuma je skupina odšla na turnejo, ki je trajala dve leti in je postala ena izmed najuspešnejših turnej v zgodovini glasbe.

## Ozadje
Album je bil poimenovan po izjavi Dona Henleyja, ki je leta 1980 po razpadu skupine dejal, da bo skupina skupaj ponovno igrala takrat, ko bo pekel zmrznil. Leta 1993 je izšel album Eaglesom v spomin: Common Thread: The Songs of the Eagles, ki so ga posneli različni country glasbeniki. Travis Tritt, ki je posnel skladbo »Take It Easy« je prosil nekdanje člane skupine za sodelovanje v videospotu. Nekdanji člani so se s predlogom strinjali in se prvič po trinajstih letih pojavili skupaj. Dva meseca kasneje sta se na kosilu srečala Frey in Henley in se dogovorila za obuditev skupine.
Člani skupine so aprila 1994 nastopili v živo v studiu Warner Brosa. v Burbanku v oddaji na kanalu MTV. Na snemanju je bilo ustvarjenih 11 skladb za album Hell Freezes Over, vključno z novim aranžmajem skladbe »Hotel California«. Na začetku koncerta je Glenn Frey občinstvu dejal: »Nikoli se nismo razšli, vzeli smo si samo 14-letni dopust«. Turneja se je pričela 27. maja, Hell Freezes Over pa je izšel 8. novembra 1994.

## Seznam skladb
| Št. | Naslov                                                             | Dolžina |
| --- | ------------------------------------------------------------------ | ------- |
| 1.  | „Get Over It‟ (Don Henley, Glenn Frey)                             | 3:31    |
| 2.  | „Love Will Keep Us Alive‟ (Pete Vale, Jim Capaldi, Paul Carrack)   | 4:03    |
| 3.  | „The Girl from Yesterday‟ (Glenn Frey, Jack Tempchin)              | 3:23    |
| 4.  | „Learn to Be Still‟ (Don Henley, Stan Lynch)                       | 4:28    |
| 5.  | „Tequila Sunrise‟ (Don Henley, Glenn Frey)                         | 3:28    |
| 6.  | „Hotel California‟ (Don Felder, Don Henley, Glenn Frey)            | 7:12    |
| 7.  | „Wasted Time‟ (Don Henley, Glenn Frey)                             | 5:19    |
| 8.  | „Pretty Maids All in a Row‟ (Joe Walsh, Joe Vitale)                | 4:26    |
| 9.  | „I Can't Tell You Why‟ (Don Henley, Glenn Frey, Timothy B. Schmit) | 5:11    |
| 10. | „New York Minute‟ (Don Henley, Danny Kortchmar, Jai Winding)       | 6:37    |
| 11. | „The Last Resort‟ (Don Henley, Glenn Frey)                         | 7:24    |
| 12. | „Take It Easy‟ (Jackson Browne, Don Henley)                        | 4:36    |
| 13. | „In the City‟ (Joe Walsh, Barry De Vorzon)                         | 4:07    |
| 14. | „Life in the Fast Lane‟ (Don Henley, Glenn Frey, Joe Walsh)        | 6:01    |
| 15. | „Desperado‟ (Don Henley, Glenn Frey)                               | 4:17    |

Skladbe, ki so samo na DVD-ju
1. »Help Me Through the Night« (Joe Walsh)
2. »The Heart of the Matter« (Don Henley, Mike Campbell, J.D. Souther)
3. »Seven Bridges Road« (Steve Young)

## Zasedba

### Eagles
- Don Felder – električna in akustična kitara, pedal steel kitara, mandolina, vokali
- Glenn Frey – električna in akustična kitara, klavir, klaviature, vokali
- Don Henley – bobni, akustična kitara, tolkala, vokali
- Timothy B. Schmit – bas kitara, vokali
- Joe Walsh – električna in akustična kitara, slide kitara, orgle, vokali

### Dodatni glasbeniki
- John Corey – klavir
- Scott Crago – tolkala, bobni
- Timothy Drury – klaviature, vokali
- Stan Lynch – tolkala
- Jay Oliver – orgle, klaviature, klavir
- Paulinho Da Costa – tolkala
- Gary Grimm – tolkala
- Brian Matthews – elektronika
- Al Garth – trobenta pri »New York Minute«
- Burbanski filharmonični orkester – podlaga pri »New York Minute«